# 1964年東京オリンピックのパキスタン選手団
1964年東京オリンピックのパキスタン選手団（1964ねんとうきょうオリンピックのパキスタンせんしゅだん）は、1964年10月10日から10月24日にかけて日本の首都東京で開催された1964年東京オリンピックのパキスタン選手団、およびその競技結果。

## メダル

### 銀
- 男子フィールドホッケー